# Dorothy Abbott
Dorothy Abbott (ur. 16 grudnia 1920 w Kansas City, zm. 15 grudnia 1968 w Los Angeles) – amerykańska aktorka i modelka.

## Życiorys
Abbott zaczynała karierę w chórze Earl Carroll. W latach 50. została agentką nieruchomości. 
W 1949 poślubiła aktora, Rudyego Diaza. W 1968 para rozwiodła się. 15 grudnia 1968 Abbott popełniła samobójstwo w swoim domu, w Los Angeles; dzień przed swoimi 48. urodzinami. Została pochowana na Rose Hills Memorial Park w Los Angeles.

## Filmografia (wybrane)
- 1946: Ostrze brzytwy jako dziewczyna lubiąca imprezować
- 1947: Droga do Rio jako dziewczyna lubiąca imprezować
- 1948: If You Knew Susie jako modelka
- 1948: Beyond Glory jako dziewczyna lubiąca imprezować
- 1949: Red, Hot and Blue jako królowa
- 1953: A Virgin in Hollywood jako Darla Sloan
- 1953–1954: Dragnet jako Ann Baker
- 1958: Południowy Pacyfik jako pielęgniarka
- 1964: Ukochane serce jako Veronica